# Mellanfreden i Moskva
Mellanfreden i Moskva (finska: Moskovan välirauha) är benämningen på det fredsfördrag som undertecknades av Sovjetunionen och Finland efter fortsättningskriget. Avtalet undertecknades den 19 september 1944.

## Fredsvillkor
I fråga om områdesöverlåtelser, följde fördraget Moskvafredens krav. Finland skulle överlåta Karelska näset, Ladogas norra del, samt Sallaområdet. Därtill krävde Sovjetunionen att Petsamo skulle överlåtas samt att Hangöområdet, som ingått i Moskvafreden, skulle bytas ut mot en arrendering av Porkkalaområdet under 50 år. Förutom områdeskraven krävdes Finland på 300 miljoner dollar i krigsskadestånd, att Finlands kommunistiska parti skulle tillåtas verka, och att fascistiska organisationer skulle upplösas (och även förment fascistiska, såsom Lotta Svärd-organisationen) samt att de tyska trupperna skulle fördrivas från Lappland. Fördrivningen av tyskarna gav upphov till Lapplandskriget. 
Verkställandet av mellanfredsfördraget övervakades i Finland av den allierade kontrollkommissionen, som var dominerad av Sovjet och leddes av den dess generalöverste Andrej Zjdanov. Kommissionen bestod av enbart en britt, medan de resterande medlemmarna var från Sovjetunionen. Stalin var inte närvarande under förhandlingarna, till skillnad mot hans aktiva hållning under förhandlingarna i Moskva hösten 1939, före vinterkriget. 

## Mellanfreden eller mellanfredstiden
I senare ögon kan namnet mellanfreden verka förvirrande, men namnvalet beror på att ifrågavarande fred knöts enbart mellan Finland och Sovjetunionen och att det enbart var ämnat att vara i kraft tills ett nytt fördrag skrivits under. Det andra världskriget fortsatte ännu efter att fortsättningskriget avslutats, och ett fredsfördrag mellan alla länder (utom Tyskland och Japan) skrevs under först i Paris 1947. Vid detta tillfälle förnyades också fredsfördraget mellan Finland och Sovjetunionen, med samma innehåll som i mellanfredens avtal. Fred mellan Finland och Storbritannien, samt alla andra samväldesstater som förklarat Finland krig den 5 december 1941, undertecknades först vid Parisfördraget 1947. 
Mellanfreden i Moskva bör inte blandas samman med Moskvafreden, som innebar slutet för vinterkriget 1940. Tiden mellan Moskvafreden och fortsättningskriget har kallats för "mellankrigstiden" i Finland, trots att denna term även används för (och kan misstas) för tiden mellan första och andra världskriget. 
Ordet mellanfred syftar även på att krigshandlingarna inte var slut för Finlands del i och med mellanfreden, på grund av det ovannämnda Lapplandskriget.